# 라인네카어군

라인네카어군의 문장

라인네카어군(독일어: Rhein-Neckar-Kreis)은 독일 바덴뷔르템베르크주 북서부에 위치한 군으로 면적은 1,061.7km2이다. 행정 중심지는 독일의 중심 도시인 하이델베르크이다. 2019년 기준으로 바덴뷔르템베르크주에서 가장 인구가 많은 군이다.
이 군은 1973년에 하이델베르크, 만하임, 신하임의 이전 지역들을 모두 합병하여 만들어졌다. 이 지역의 이름은 이 지역을 흐르는 두 개의 주요 강인 라인강과 네카어강의 이름을 따서 지어졌다. 가장 높은 고도는 헤이릭크로이츠슈타이나흐 근처에 위치한 오덴발트산맥의 슈티펠회헤산으로 584m 높이의 봉우리를 가진 산이다. 가장 낮은 고도는 네카에 계곡에 위치한 일베스하임이다.